# Maniac Spider Trash
Maniac Spider Trash fue una banda de Glam metal que existió desde 1992 a 1996 en Carolina del Norte, Estados Unidos. Sus canciones casi siempre trataban sobre la muerte, al igual que las posteriores bandas de cada uno de sus integrantes. La banda se separó cuando se formó la banda Frankenstein Drag Queens From Planet 13, sin embargo la formación original de "Frankenstein..." consiste en los mismos integrantes vivos que en esta banda, ya que Michael Patrick falleció en el 2001.

## Miembros originales
- Wednesday 13 - Vocalista
- Sicko Zero - Batería
- Abby Normal - Guitarra
- Michael Patrick - Bajo

### Otros miembros
Aunque no se sabe mucho de los tiempos exactos de la llegada y salida de estos miembros, se sabe que Kevin Fite, Eddie Ford y DJ Donnie tocaron con la banda durante algún tiempo.

## Discografía
- Dumpster Mummies - 1994.
- Murder Happy Fairytales - 1995